# Andreas Hofmann (Kletterer)
Andreas „Andi“ Hofmann (* 20. April 1967 in Nürnberg) ist ein deutscher Kletterer und Klettertrainer. Er wurde insbesondere in den 1990er Jahren durch die Erstbegehung schwerer Routen und Boulder in der Fränkischen Schweiz bekannt. 
Er betreut den Bayernkader und ist Mitglied im Bundeslehrteam Sportklettern des Deutschen Alpenvereins. Er ist Autor mehrerer Artikel und eines Buches über Klettertechnik und Bouldertraining.

## Erstbegehungen
Routen
- Nebenbuhler (UIAA 10-), 1989
- Master Blaster (UIAA 10-/10), 1994

Boulder
- Mondfinsternis (Fb. 8a+), 1996
- Pumpgun, (Fb. 8b Traverse), 1995
- Coxa Distorta (Fb. 8b/8b+ Traverse), 1996

## Schriften
- Besser Bouldern. tmms, Korb 2007, ISBN 978-3-930650-21-7.